# Großer Kain

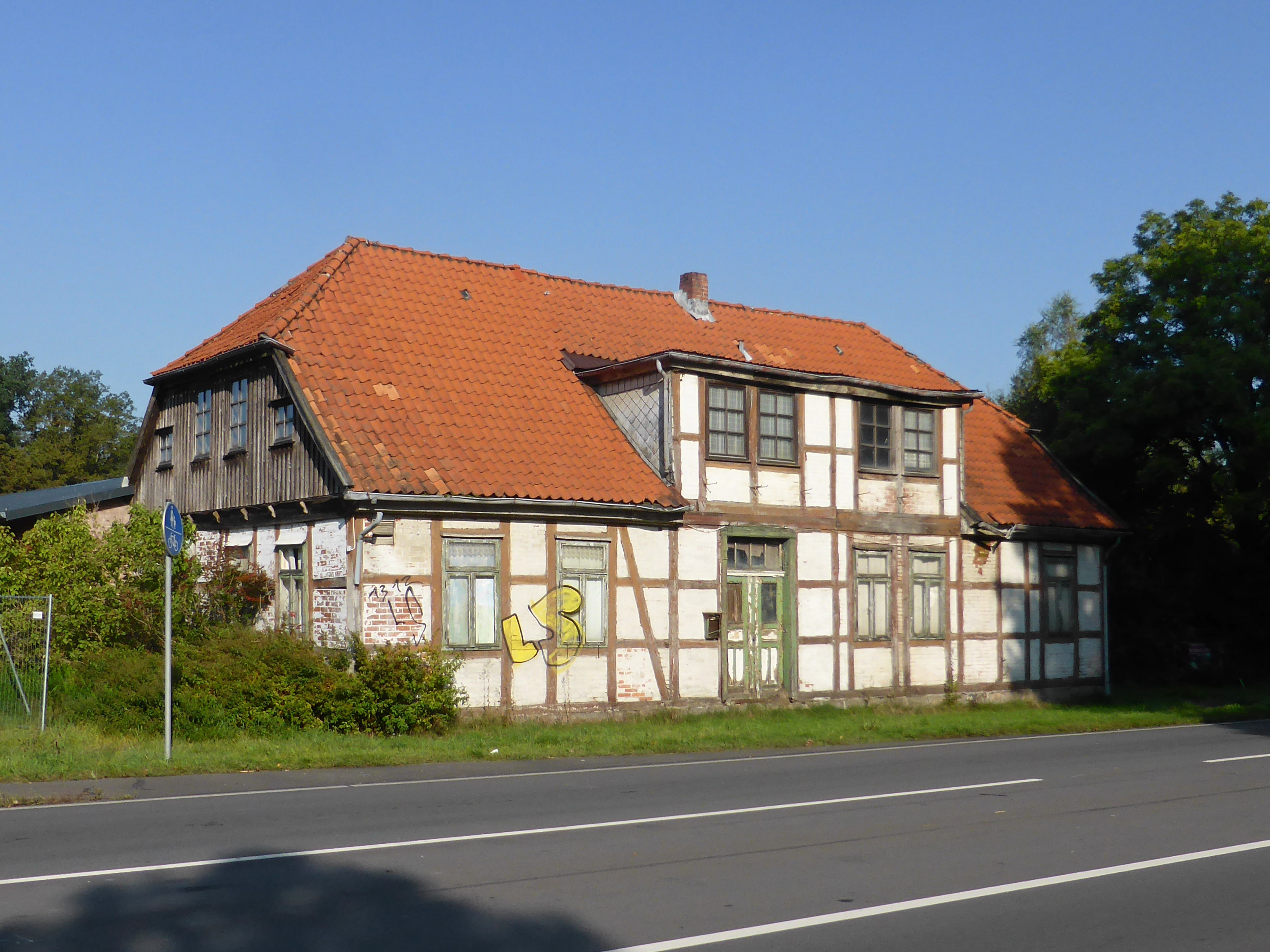
Ehemaliger Gasthof „Zum großen Kain“

Großer Kain ist ein Wohnplatz der Gemeinde Dedelstorf im Landkreis Gifhorn in Niedersachsen.
Großer Kain liegt in rund 87 Meter Höhe über dem Meeresspiegel. Am Großen Kain kreuzen sich die Fernstraßen Uelzen–Gifhorn (Bundesstraße 4) und Celle–Wittingen (Landesstraße 282 / Bundesstraße 244). Großer Kain liegt am Rand des Naturschutzgebietes Obere Lachte, Kainbach, Jafelbach. Rund 200 Meter nördlich des Großen Kains fließt der Kainbach, der bei Allersehl entspringt und vor Steinhorst in die Lachte mündet.
Im Jahre 1797 wurde die Große Heerstraße, ein Hauptverkehrsweg, der von Lübeck über Hamburg, Lüneburg und Braunschweig bis nach Nürnberg führte, nördlich von Gifhorn auf den Verlauf der heutigen Bundesstraße 4 und somit über den Großen Kain verlegt. Zuvor wurde die Strecke über den Großen Kain schon von Fuhrwerken befahren, die Große Heerstraße verlief jedoch über Hankensbüttel und Wesendorf nach Gifhorn. 1863 folgte der Bau der Chaussee von Celle nach Wittingen. An der Kreuzung dieser Straßen bestand der Gasthof „Zum großen Kain“.
Großer Kain gehört zwar zur Gemeinde Dedelstorf, jedoch zum Ortsnetz Steinhorst.